# BEST STORY (JUJUのアルバム)
『BEST STORY』(ベスト・ストーリー)はJUJUが2012年11月7日に発売したベストアルバムの総称。以下の2タイトルが発売された。
- BEST STORY 〜Love stories〜
- BEST STORY 〜Life stories〜

また、本作を引っ提げて行われたアリーナ・ツアーの様子を収録したライブ・ビデオ『JUJU BEST STORY ARENA TOUR 2013』についても、本作で記載する。

## 概要
デビューした2004年から2012年の8年間の間に発表されたシングル、アルバムの中から選ばれて収録されており、『BEST STORY 〜Love stories〜』には、切ない恋愛や恋心、愛の悲しみ・喜び等を題材とした楽曲が収録され、『BEST STORY 〜Life stories〜』には、人生の素晴らしさや、苦しみを乗り越える様を綴った楽曲と2つに分けて収録がなされた。また、本作の発売を記念して『Love Story』と『Life Story』の2つのスペシャルムービーが制作された。
5thシングル「Wish for snow/奇跡を望むなら...Xmas story」、6thシングル「どんなに遠くても...」、12thシングルの4曲目にあたる「Last Kiss」、14thシングル「Hello, Again 〜昔からある場所〜」、18thシングル「BELOVED」、19thシングル「Lullaby Of Birdland/みずいろの影」は収録されていない。
初回生産限定盤には、ミュージック・ビデオが収録された特典DVDが付属。自身のアルバムにミュージック・ビデオを付属するのは今回が初めてとなるが全曲は収録せず、主に俳優のみが出演してる選りすぐりの5曲がそれぞれピックアップされている。JUJU本人の出演は一切ない。その為からか稀少品である為、初回盤のみは中古市場やネットオークションでは定価以上の値段で取引されている。2015年にリリースされた『JUJU BEST VIDEO CLIPS』にはデビュー曲から本作収録のミュージック・ビデオを完全網羅されている。

## 解説
本作の発売は2011年に行われていたツアーが終わった時期に構想が持ち上がり、当初JUJU自身は「8年で出すの？」と言う気持ちが強かったそうで、「10年から20年の節目節目で出すものだとばかり思っていた」と語っている。ただ、ファンからも「ベストを出して欲しい」と言う要望もあったのと、2012年には、10月10日の"JUJUの日"に日本武道館でのツアーや、ジャズ・ライブ、MTV Unpluggedへの出演や、発売が見送られていた「ありがとう」が22ndシングルとして、2012年10月10日に発売される事が決まるなど、自身にとって特別な年になると思ったことや、聴いてくれているファンに対して感謝の思いも伝えたいと感じ、発売を決めたのだと言う。
本作に収録された楽曲のうち、「光の中へ」、「CRAVIN'」、「Wonderful Life」、「sayonara」、「ナツノハナ」は新たにボーカルを録り直したミックスで収録されている。

## BEST STORY 〜Love stories〜
『BEST STORY 〜Love stories〜』(ベスト・ストーリー 〜ラブ・ストーリーズ〜)は、JUJUのベスト・アルバム。

### 解説
先述通り、こちらには、切ない恋心や、愛の悲しみ、喜びについてを題材とした楽曲を収録している。

### 収録曲

#### CD
1. CRAVIN' -Love stories Mix-
2ndシングルのアレンジ
2. ナツノハナ -Love Stories Mix-
4thシングルのアレンジ
3. sayonara -Love Stories Mix-
1stアルバム『Wonderful Life』収録曲
4. 素直になれたら
8thシングル
5. My Life
2ndミニアルバム『My Life』収録曲
6. やさしさで溢れるように
9thシングル
7. 桜雨
12thシングル
8. bouquet
3rdアルバム『JUJU』収録曲
9. READY FOR LOVE
12thシングル
10. この夜を止めてよ
15thシングル
11. さよならの代わりに
16thシングル
シングルバージョンはアルバム初収録。
12. つよがり
4thアルバム『YOU』収録曲
13. YOU -Single Version-
18thシングル
本作はシングルバージョンで収録。このバージョンはアルバム初収録。
14. sign
20thシングル
アルバム初収録（後に5thアルバム『DOOR』にも再収録）。

#### DVD（初回生産限定盤のみ）
MUSIC VIDEO
1. 素直になれたら feat.Spontania
2. 桜雨
3. この夜を止めてよ
4. さよならの代わりに
5. sign

### 「BEST STORY 〜Love stories〜」演奏
- DJ HIROnyc：Programming (#1.5)
- Aaron Swinnerton
  - Keyboards (#1)
  - Piano (#3.5)
- Mike Campbell：Guitar (#1)
- 息才隆浩：Bass (#1)
- Fabio Morgera：Trumpet & Horn Arrangement (#1)
- Reut Rugey：Trombone (#1)
- Jay Rodigues：Tenor Sax (#1)
- E-3：Synthesizer (#1)
- 青柳誠：Piano (#2)
- 種子田健：Bass (#2.8.13)
- 小笠原拓海：Drums (#2)
- 三沢またろう：Percussion (#2)
- 弦一徹ストリングス：Strings (#2.7.8.10)
- CHOKKAKU：Other Instruments ＆ Programming (#2)
- Arthur White：Guitar (#3)
- Ruben Austin：Bass (#3)
- Bernand Davis：Drums (#3.5)
- 黒田卓也：Trumpet & Horn Arrangement (#3.5)
- Saunders "Slide" Sermons：Trombone (#3.5)
- Jamaal Sawyer：Tenor Sax (#3.5)
- 日野賢二：Bass (#4)
- 村田泰子：Strings Arrangement (#4)
- 村田泰子ストリングス：Strings (#4)
- Alec Shantzis：Rhodes (#5)
- Sherrod Barnes：Guitar (#5)
- Artie Reynolds：Bass (#5)
- Scott Bourgeois：Alto Sax (#5)
- 斎藤有太：Piano (#6)
- 小倉博和：Guitar (#6.12)
- 亀田誠治：Bass (#6.12)
- 河村智康：Drums (#6)
- 金原千恵子ストリングス：Strings (#6)
- YURI：Background Vocal (#7)
- Jin Nakamura：Programming ＆ All Other Instruments (#7.10)
- 松本圭司：Piano (#8)
- 石成正人：Guitar (#8)
- 村石雅行：Drums (#8)
- 中西康晴：Piano (#12)
- 山木秀夫：Drums (#12)
- 狩野良昭：Guitar (#13)
- 坂田学：Drums (#13)
- 正木健一：Tambourine (#13)
- クラッシャー木村ストリングス：Strings (#13)
- 松浦晃久：Piano (#14)
- 八橋義幸：Guitar (#14)
- 岡雄三：Bass (#14)
- Armin Takeshi Linzbichier：Drums (#14)
- 小池弘之ストリングス：Strings (#14)

## BEST STORY 〜Life stories〜
『BEST STORY 〜Life stories〜』(ベスト・ストーリー 〜ライフ・ストーリーズ〜)はJUJUのベスト・アルバム。

### 解説
先述通り、人生を歩む事への苦しさや、素晴らしさを題材とした楽曲が収録されている。

### 収録曲

#### CD
1. 光の中へ -Life stories Mix-
1stシングル
2. 奇跡を望むなら...
3rdシングル
3. Wonderful Life -Life stories Ver.-
1stアルバム『Wonderful Life』収録曲のアレンジ
4. 空
7thシングル
5. LOVE TOGETHER
2ndアルバム『What's Love?』収録曲
6. 明日がくるなら
10thシングル
7. PRESENT
11thシングル
8. S.H.E.
12thシングル
9. Trust In You
13thシングル
10. また明日...
17thシングル
11. 願い
16thシングル
12. 花がめぐるところへ
21stシングル「ただいま」のカップリング
アルバム初収録。
13. ただいま
21stシングル
アルバム初収録（後に5thアルバム『DOOR』にも再収録）。
14. ありがとう
22ndシングル
アルバム初収録（後に5thアルバム『DOOR』には、リアレンジを施して再収録）。

#### DVD（初回生産限定盤のみ）
MUSIC VIDEO
1. 奇跡を望むなら…
2. PRESENT
3. また明日…
4. ただいま
5. ありがとう

### 「BEST STORY 〜Life stories〜」演奏
- JUJU
  - Vocal
  - Background Vocal (#8)
- Aaron Swinnerton
  - Keyboards (#1)
  - Piano (#2)
- Alan Burroughs：Guitar (#1)
- 息才隆浩
  - Bass (#1.2)
  - Guitar (#2)
- 徳家敦 
  - Synth Strings (#1)
  - Strings Arrangement, Programming (#2)
- Chops：Horns (#1)
- Darryl Dixon：Sax (#1)
- David Watson：Sax & Flute (#1)
- Jeff Dieterie：Trombone (#1)
- Joe Romano：Trumpet & Flugel (#1)
- 菅野知明：Drums (#2)
- E-3, DJ HIROnyc：Additional Programming (#2)
- 弦一徹ストリングス：Strings (#3.8)
- CHOKKAKU：Other Instruments ＆ Programming (#3)
- 松浦晃久：Piano & Hammond Organ (#4)
- 岡雄三：Bass (#4)
- Armin Takeshi Linzbichier：Drums (#4.8)
- 小池弘之ストリングス：Strings (#4)
- 石成正人
  - Guitar (#5.10)
  - Acoustic Guitar (#8)
- 豊島吉宏：Programming ＆ All Other Instruments (#5)
- 村田泰子：Strings Arrangement (#6.7)
- 村田泰子ストリングス：Strings (#6.7)
- 福原将宜：Guitar (#7)
- 大神田智彦：Bass (#7)
- RYLL (RAM WIRE)：Bass, Strings Arrangement (#7)
- solaya：Strings Arrangement (#8)
- 金子雄太：Piano (#8)
- adva：Background Vocal (#8)
- UTA：Programming (#9)
- クラッシャー木村ストリングス：Strings (#9)
- 皆川真人：Piano (#10.13)
- 亀田誠治：Bass (#10.13)
- 河村智康：Drums (#10.13)
- 金原千恵子ストリングス：Strings (#10.13)
- 豊田泰孝：Manipulate (#10.13)
- 島田昌典：Piano, Hammond Organ, Tambourine (#11)
- 藤井謙二：Guitar (#11)
- 沖山優司：Bass (#11)
- 玉田豊夢：Drums (#11)
- 真部裕ストリングス：Strings (#11)
- 南浩之：French Horn (#11)
- 林部直樹：Guitar (#12)
- 根岸孝旨：Bass (#12)
- 鶴谷智生：Drums (#12)
- 今野均ストリングス：Strings (#12)
- 飯田高広：Synthesizer (#12)
- 西川進：Guitar (#13)
- 佐々木貴之：Guitar (#14)
- 松原秀樹：Bass (#14)
- 小笠原拓海：Drums (#14)
- 蔦谷好位置：Programming ＆ All Other Instruments (#14)

## JUJU BEST STORY ARENA TOUR 2013
『JUJU BEST STORY ARENA TOUR 2013』(ジュジュ・ベスト・ストーリー・アリーナ・ツアー 2013)はJUJUのライブ・ビデオ。

### 解説
ベスト・アルバム『BEST STORY』をコンセプトとしたツアーであり、本作は、東京の国立代々木競技場第一体育館にて行われた公演の様子が収録されており、また、自身が国立代々木競技場でツアーを行うのは今回が初となった。

### 収録曲
- Blu-rayでは、一枚に収められている。

#### Disc.1
1. 奇跡を望むなら...
2. 桜雨
3. 素直になれたら
4. 空
5. 明日がくるなら
6. S.H.E.
7. PRESENT
8. Interlude 1
9. Lullaby Of Birdland
10. Take Five
11. My Life / If
12. ナツノハナ
13. この夜を止めてよ
14. つよがり

#### Disc.2
1. Interlude 2
2. Medley (Voice / 光の中へ / CRAVIN' / LOVE TOGETHER / Voice)
3. Interlude 3
4. また明日...
5. sign
6. Wonderful Life
7. やさしさで溢れるように
8. ありがとう